# Alessandro Maganza

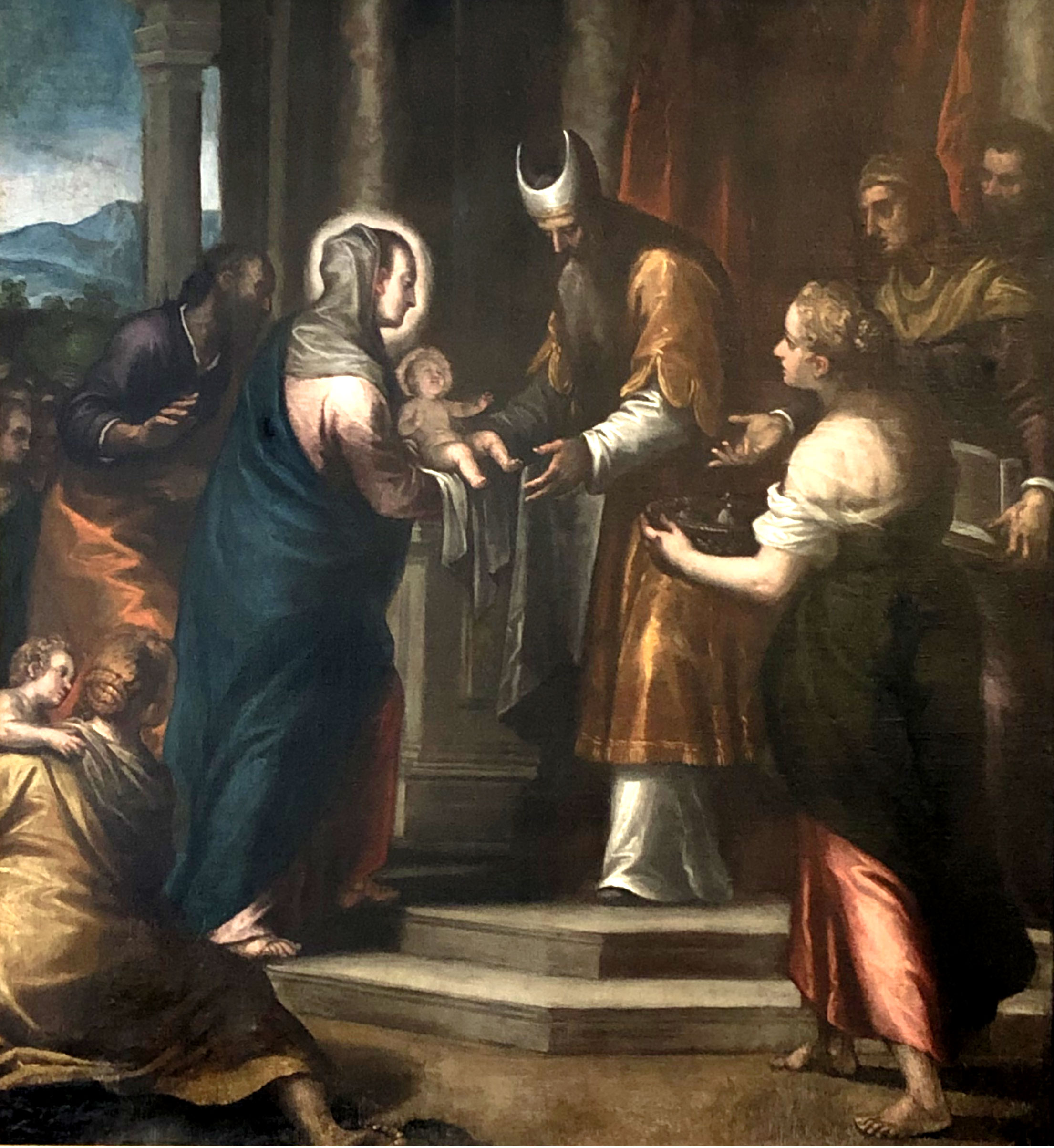
Darstellung des Herrn

Alessandro Maganza (* 1556 in Vicenza; † 1632) war ein italienischer Maler des Manierismus von Vicenza.

## Leben
Alessandro Maganza ist der erfolgreichste Künstler der Familie Maganza, welche über drei Generationen eine Werkstätte im 16. Jahrhundert in Vicenza führte.
Sein Handwerk erlernte Alessandro bei seinem Vater, Giovanni Battista Maganza il Vecchio (genannt Magagnò (1509–1586)), der Dichter und Maler war und berühmt wurde durch die Fresken in der Villa Repeta, dem ersten Gebäude von Palladio. Der Stil seines Vaters war in der Nachfolge von Veronese, Tintoretto und Bassano zu sehen.
Eine enge Freundschaft gab es auch mit Giovanni Antonio Fasolo, (1530–1572) ebenso Maler in Vicenza und Schüler von Paolo Veronese und so ist es wahrscheinlich, dass Alessandro Maganza auch bei ihm mitgearbeitet hat bzw. in die Lehre ging.
Der Tod von Fasolo veranlasste Maganza mit 16 Jahren (1572) nach Venedig zu gehen und er kam dort mit den Arbeiten von Jacopo Palma in Kontakt. Nach seiner Heirat 1576 verließ er Venedig und kehrte nach Vicenza zurück, das er bis zu seinem Lebensende 1632 nie mehr verließ.

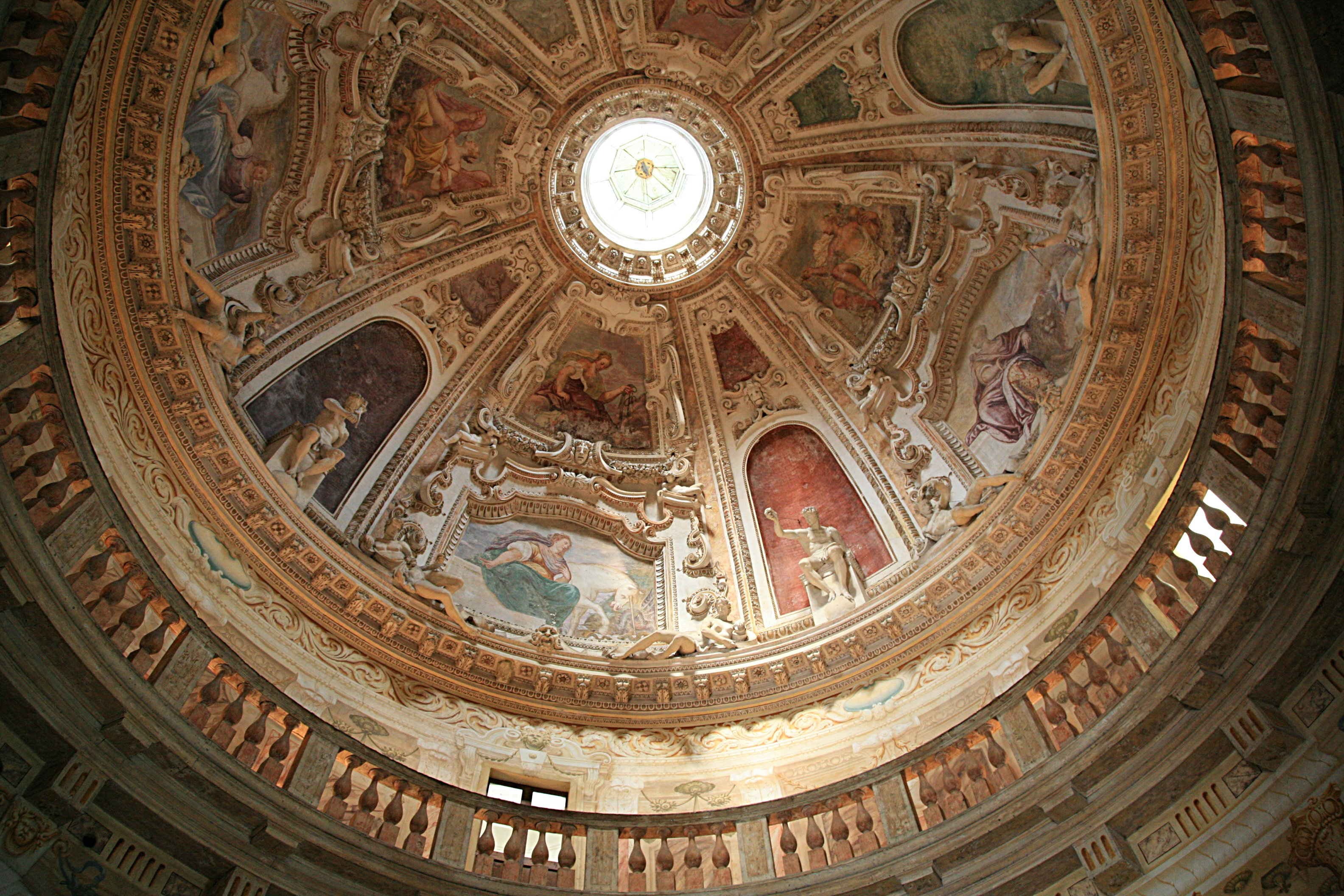
Kuppel der Villa Rotonda

Seine vier Söhne Giambattista Maganza il Giovane (1577–1617), Marcantonio Maganza (1578–1630), Girolamo Maganza (1586–1630) und Vincenzo Maganza (15??–1660) arbeiteten ebenso in der Werkstatt der Familie mit. Drei starben aber jung an der Pest, so dass Maganza sie überlebte. Durch den familiären Werkstättenbetrieb ist es schwer, die Arbeiten der einzelnen Mitglieder in gewissen Phasen zu identifizieren.
Alessandros erste nachgewiesene eigenhändige Arbeit, Maria mit Kind und den vier Evangelisten (1580), malte er für das Kloster, das um die Basilika und Wallfahrtskirche Monte Berico in Vicenza gebaut wurde. Maganza malte auch die Fresken im Inneren der Kuppel von Palladios berühmter Villa Rotonda in der Nähe von Vicenza mit farbigen Allegorien aus, die den Einfluss von Paolo Veronese widerspiegeln. In derselben Villa findet man auch von ihm Temperamalereien in den Süd- und West-Zimmern.
Im Zuge der Gegenreformation verließ Maganza den Einfluss von Veronese und erinnerte sich an den dunkleren Stil von Jacopo Palma il Giovane dessen stilistische Nachfolger er galt. Maganzas Spätwerk ist vom frühen Tod seiner Söhne überschattet und zeichnet sich durch die Verwendung von dunklen, dramatischen Farben ab.

## Bekannte Werke

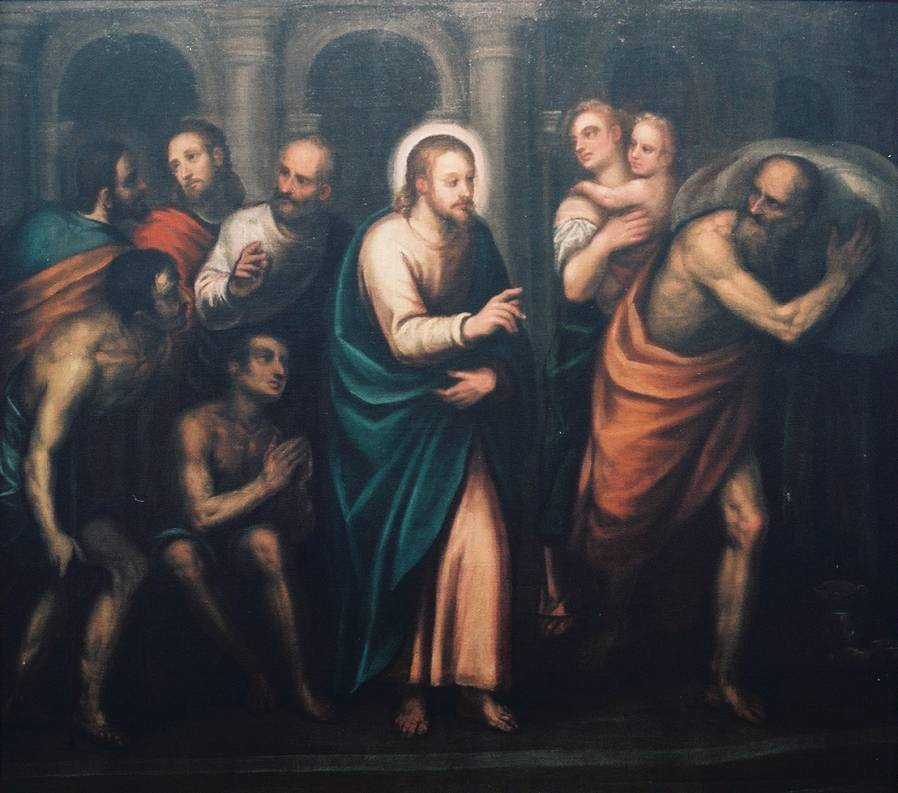
Jesus im Tempel

- 1580: Jungfrau Maria mit Kind und den vier Evangelisten (Vicenza: Kloster Monte Berico); (Einfluss Palma Giovane's)
- 1588: Bildnis eines Herrn mit seinem Sohn (Uffizien, Florenz)
- 1588: König mit Notaren in Vicenca (Vormals Vicenca: Gallerie di Palazzo Leoni Montanari / in Restitution)
- 1591: Taufe Christi (Vicenza: Vicenza: Kloster Monte Berico) (Einfluss Veronese's spürbar)
- 1597: Himmelfahrt Maria (Pfarrkirche von Cadenabbia di griante)
- 1600: Pieta (Vicenza: Kathedrale)
- 1605: Szenen aus der Passion Christi; Cappella del Sacramento der Kathedrale (Einfluss Tintoretto und Jacopo Bassano)
- 1605: Skizze der Heiligen Familie mit Engeln (National Galeries of Scotland)
- 1610: Rosenkranz-Madonna (Barbarano Vicentino, Parrocchiale)
- Fünf Episoden aus der Passion Christi (Vicenza: Kathedrale)
- Zyklus für die Kapelle des Rosenkranzes (Vicenza: Santa Corona)
- Die vier Evangelisten empfangen den heiligen Geist (Padua: Abbazia di Praglia Benediktiner-Kloster)
- Kuppel mit Fresken (Vicenza: Villa Rotonda)
- Gemälde in Tempera für die Süd- und West-Zimmer (Vicenza: Villa Rotonda)
- Vision des heiligen Hieronymus (Oxford: Christ Church)
- Szene eines  Martyriums (Wien: Albertina)
- Fresken (Padova: S. Gaetano, Via Altinate)
- Körnung der heiligen Maria (Padua: Akademie der Wissenschaften)
- Die Darbringung im Tempel (Wien: Privatbesitz)
- Jesus im Tempel (Castelfranco Veneto: Galleria d'arte e d'antiquariato)
- Rosenkranzmadonna mit Kind, Hl. Dominikus, Hl Stephan und Hl. Hieronymus (Motovun: Stefanskirche)
- Sieben Märtyrer-Jungfrauen (Padua/Vanzo: Kirche Santa Maria)
- Madonna mit dem Rosenkranz (Barbarano: Kirche Santa Maria Assunta)
- Pfingsten mit den vier Evangelisten (Abtei Praglia)
- Krönung der Jungfrau (Accademia di Scienze Lettere ed Arti Galiläer, Padua)

## Berühmte Schüler
- Francesco Maffei (* 1610; † 2. Juli 1660)